# Okres Innsbruck-venkov
Okres Innsbruck-venkov je okres v rakouské spolkové zemi Tyrolsko. Má rozlohu 1990,17 km² a žije zde 181 698 obyvatel (k 1. 1. 2021). Sídlem okresu je město Innsbruck. Okres se dále člení na 63 obcí (z toho jedno město a 7 městysů).

## Města a obce

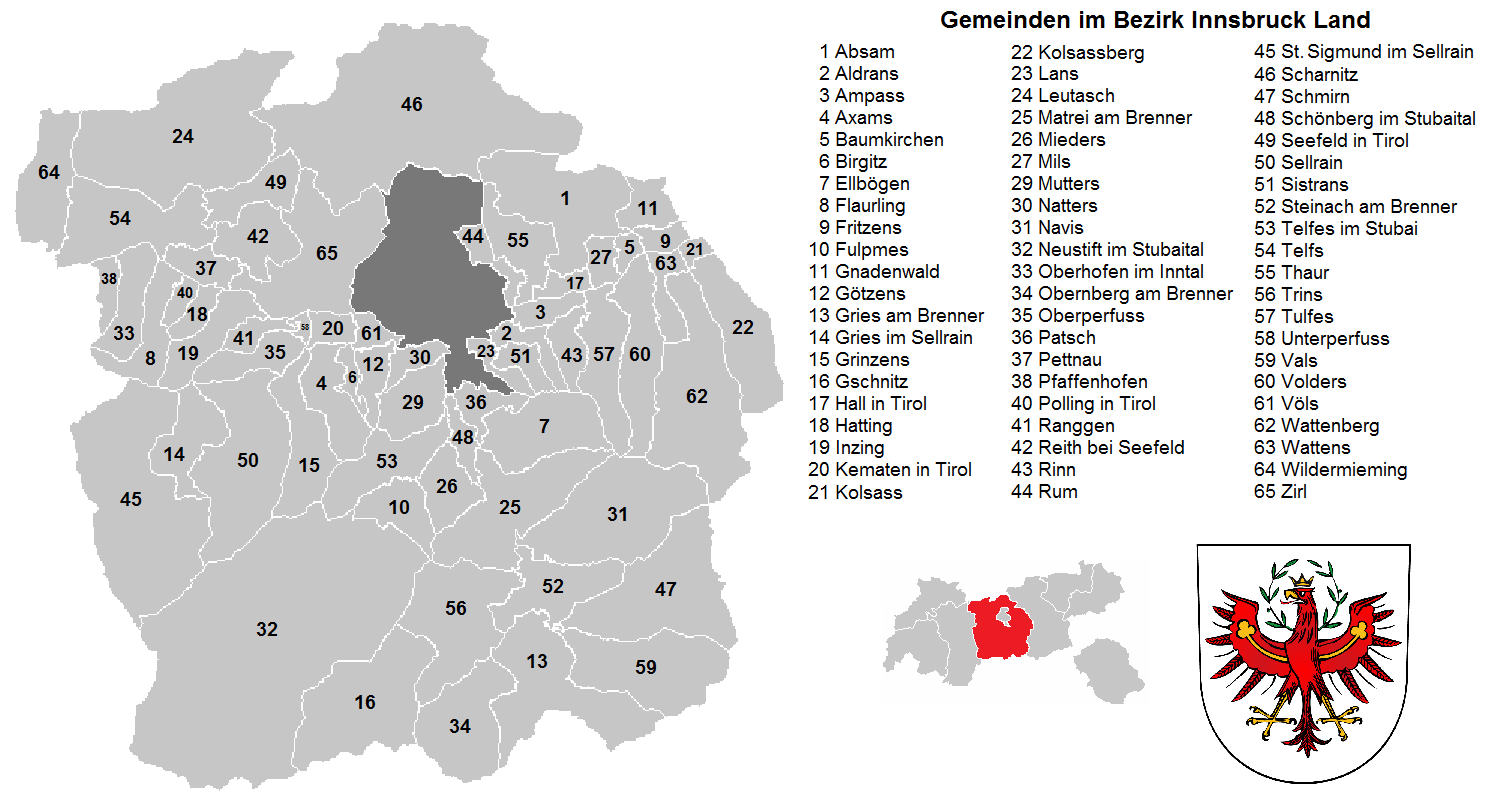
Obce v okrese Innsbruck-venkov

| Město: - Hall in Tirol Městysy: - Matrei am Brenner - Rum - Steinach am Brenner - Telfs - Völs - Wattens - Zirl Obce: - Absam - Aldrans - Ampass - Axams - Baumkirchen - Birgitz - Ellbögen - Flaurling - Fritzens - Fulpmes - Gnadenwald | - Götzens - Gries am Brenner - Gries im Sellrain - Grinzens - Gschnitz - Hatting - Inzing - Kematen in Tirol - Kolsass - Kolsassberg - Lans - Leutasch - Mieders - Mils - Mutters - Natters - Navis - Neustift im Stubaital - Oberhofen im Inntal - Obernberg am Brenner - Oberperfuss - Patsch | - Pettnau - Pfaffenhofen - Polling in Tirol - Ranggen - Reith bei Seefeld - Rinn - Scharnitz - Schmirn - Schönberg im Stubaital - Seefeld in Tirol - Sellrain - Sistrans - St. Sigmund im Sellrain - Telfes im Stubai - Thaur - Trins - Tulfes - Unterperfuss - Vals - Volders - Wattenberg - Wildermieming |